# 髙松望ムセンビ
髙松 望 ムセンビ（たかまつ のぞみ ムセンビ、1997年8月31日 - ）は、日本の陸上競技中長距離走選手。髙松智美ムセンビは妹。

## 経歴
父は2001年長野マラソンで優勝したケニア人のマクセル・ムセンビ、母は日本人、ケニア生まれ。大阪薫英女学院中学校時代には、全国中学生大会1500mを2連覇。2013年全国都道府県対抗女子駅伝では3区で6人を抜き9年ぶりに区間新を更新した。
2014年8月の南京ユース五輪3000mでは9分01秒58の自己ベスト記録で金メダルを獲得した。
2015年12月、第27回全国高等学校駅伝、薫英女学院3区区間賞（チームは3位）。
2016年1月、薫英女学院高校卒業前にスカウトされ渡米し、ナイキ・オレゴン・プロジェクトに翌2017年まで所属していた。